# Sideridis fraterna
Sideridis fraterna är en fjärilsart som beskrevs av Moore 1888. Sideridis fraterna ingår i släktet Sideridis och familjen nattflyn. Inga underarter finns listade i Catalogue of Life.